# Fairfax (Washington)

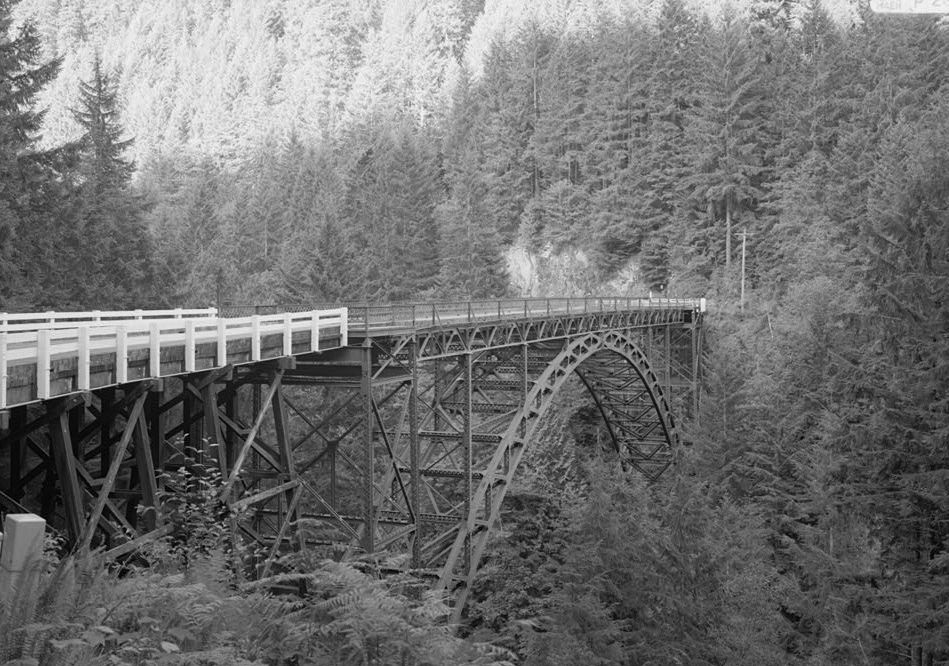
Die Farrell Bridge über den Carbon River nahe Fairfax

Fairfax war eine Bergarbeiterstadt im Pierce County im US-Bundesstaat Washington. Der Bergbau endete mit der wirtschaftlichen Förderung des Kohleabbaus Ende des Zweiten Weltkrieges. Bis zur Fertigstellung der 73 m hohen Farrell Bridge 1921 (zu dieser Zeit die höchste Brücke in Washington), war die Stadt nur über die Eisenbahn oder mit Lastenpferden zu erreichen. An die Stadt wird in einem Song des Sängers Ron Fowler erinnert, „Road to Fairfax“, der auf seiner Independent-CD „Radio Frequency“ veröffentlicht wurde.
Die Stadt lag am Carbon River etwa 9,5 km südlich von Carbonado an der Washington State Route 165.